# Култук (станция)
Култу́к — железнодорожная станция на Кругобайкальской железной дороге (КБЖД) в Слюдянском районе Иркутской области.
Относится к Улан-Удэнскому региону Восточно-Сибирской железной дороги. Находится на 156 километре КБЖД, на территории посёлка городского типа Култук.

## История
Была построена в 1905 году при строительстве Кругобайкальского участка Забайкальской железной дороги (ныне КБЖД)

## Пригородное сообщение по станции
| № поезда | Маршрут движения    | № поезда | Маршрут движения    |
| -------- | ------------------- | -------- | ------------------- |
| 6201     | Слюдянка I — Байкал | 6202     | Байкал — Слюдянка I |